# 167

167(백육십칠)은 166보다 크고 168보다 작은 자연수다.

## 수학
- 39번째 소수다. 앞의 소수는 163, 다음 소수는 173이다.
  - 9번째 안전 소수다. 앞의 안전 소수는 107, 다음은 179다.
- {\displaystyle 167\approx {\frac {1}{6}}\times 10^{3}}

## 과학
- NGC 167: 고래자리 방향에 있는 나선 은하.

## 교통
- 일본 167번 국도: 미에현 시마시에서 이세시까지 이어지는 일본의 국도.
- 현도 제167호선

## 군사
- U-167: 독일의 군용 잠수함. 제1차 세계 대전에 사용된 1918년제 모델(영어판)과 제2차 세계 대전에 사용된 1942년제 모델(영어판, 독일어판)이 있다.

## 문화유산
- 대한민국의 국보 제167호: 청자 인물형 주전자
- 대한민국의 보물 제167호: 정읍 은선리 삼층석탑
- 대한민국의 사적 제167호: 해남윤씨 녹우당 일원

## 방송
- 스카이라이프의 OUN 방송대학TV 채널 번호.
- 지니 TV의 맥스포츠 채널 번호.
- B tv의 연합뉴스경제TV 채널 번호.
- U+ TV의 서울경제TV 채널 번호.

## 기타
- 연도: 167년, 기원전 167년